# Leonia crassa
Leonia crassa är en violväxtart som beskrevs av L. B. Smith och Fernandez-perez. Leonia crassa ingår i släktet Leonia och familjen violväxter. Inga underarter finns listade i Catalogue of Life.